# Francesco Belsito
Francesco Belsito (Genova, 4 febbraio 1971) è un politico italiano.

## Biografia
Nato a Genova il 4 febbraio 1971 da famiglia calabrese originaria del vibonese, ha dichiarato di essersi laureato in scienze politiche a Londra e in scienze della comunicazione all'Università di Malta, ma sono state avanzate da più parti ombre sull'autenticità dei relativi documenti. Sono emersi anche dubbi sulla validità del diploma di scuola superiore conseguito in una istituzione privata di Frattamaggiore.
Milita inizialmente in Forza Italia, diventando autista volontario e portaborse dell'ex Ministro della Giustizia del Governo Berlusconi I Alfredo Biondi; poi, nel 2002, si iscrive alla Lega Nord e dal 2002 al 2005 ricopre l'incarico di Capo Segreteria del Presidente del Consiglio Regionale della Liguria Francesco Bruzzone, oltre che vicesegretario della Lega Nord in Liguria.
Nella XIV legislatura ricopre l'incarico di consigliere del Sottosegretario di Stato all'interno Maurizio Balocchi.
Dal 2007 al 2010 è stato vicesegretario e tesoriere regionale della Lega Nord in Liguria e dal 2009 ricopre incarichi nella Lega Nord nazionale, prima come Vice Tesoriere del partito e poi, dal 22 febbraio 2010 come Tesoriere sostituendo il defunto Maurizio Balocchi.
Nel 2010 è nominato vicepresidente di Fincantieri. Lascia questo incarico alla fine dello stesso anno quando, sempre a seguito della morte di Balocchi, assume anche la sua posizione di Sottosegretario di Stato con delega alla semplificazione normativa del governo Berlusconi IV.
Il 12 aprile 2012 viene espulso dalla Lega Nord su decisione unanime del consiglio federale del partito in riguardo allo scandalo dei rimborsi elettorali.
È stato socio della discoteca Sol Levante di Lavagna e del Bar Balilla di Genova, uno dei più noti del capoluogo e famoso per i gelati.
Dal gennaio 2016 è tesoriere e vicepresidente di un'associazione autodefinitasi "Movimento Sociale Italiano", ma viene espulso nel marzo 2017 per immobilismo ed inefficienza.

## Aspetti controversi

### Incongruenze nelcurriculum vitae
Il 13 dicembre 2010 Il Secolo XIX pubblica un articolo in cui rileva una incongruenza nel curriculum vitae dell'appena nominato Sottosegretario. Quando nel 2008 Belsito è entrato nel consiglio d'amministrazione della Filse, la finanziaria della Regione Liguria, ha presentato un curriculum vitae in cui risultava laureato in Scienze della Comunicazione, senza però precisare dove e quando e con quale voto, mentre nel sito del Governo Belsito risultava essere dottore in Scienze Politiche. Il Sottosegretario ha fatto notare che la laurea in Scienze delle Comunicazioni è stata conseguita presso un'università privata di Malta non riconosciuta dall'Italia mentre quella in Scienze Politiche in un'università londinese riconosciuta, anche se per la convalida è necessario un passaggio formale in una Università italiana. All'Università di Genova, sua città natale, la sua carriera scolastica risulta annullata.

## Procedimenti giudiziari

### Gli investimenti all'estero
Il 10 gennaio 2012 Belsito, in qualità di Tesoriere della Lega Nord, stanzia oltre 7 milioni di rimborsi elettorali in investimenti in paesi stranieri come Tanzania, Cipro e Norvegia. Emergono poi altri movimenti interessanti (che fanno lamentare a Belsito la violazione del segreto bancario) nell'ultimo semestre del 2011 sui conti correnti liguri della Lega. Da lì sono stati staccati assegni per un valore complessivo di 450.000 euro. Poi risultano trasferiti dai conti liguri circa 700.000 euro ad altri conti correnti della Lega Nord, su cui ci sarebbe la firma di Belsito come amministratore del partito. L'intera vicenda, scoperta da Giovanni Mari ancor prima che dai magistrati, per la quale Belsito è stato indagato dalla Procura di Milano (in collaborazione con altre procure della penisola), avrebbe provocato numerose reazioni di disappunto tra i militanti ed esponenti del partito come l'eurodeputato Matteo Salvini che ha denunciato le pessime condizioni di alcune sezioni locali della Lega che non ricevono alcun incentivo. Lo stesso leader e Segretario federale Umberto Bossi è stato costretto a chiarire di aver approvato personalmente le operazioni di Belsito e di aver investito all'estero invece che in Btp italiani perché a suo dire l'Italia era a rischio default.

### Truffa ai danni dello Stato: prescritto
Nel marzo 2012, attraverso un'operazione congiunta tra le procure di Milano, Napoli e Reggio Calabria con un'inchiesta sui finanziamenti della Lega, Belsito viene indagato per le ipotesi di reato di appropriazione indebita e truffa aggravata ai danni dello Stato, proprio in relazione ai finanziamenti pubblici che la Lega percepisce come rimborsi elettorali, e che sarebbero stati utilizzati dalla famiglia Bossi. È la prima volta che una procura formula una costruzione giuridica che ritiene di contestare come truffa ai danni dello Stato l'indebita percezione dei rimborsi elettorali da parte di un partito politico. In seguito a tale vicenda Belsito ha rassegnato le dimissioni da tesoriere della Lega. La vicenda altresì ha scombussolato l'intero partito ed infatti il 5 aprile 2012 il leader Bossi si è dimesso da segretario federale (incarico che ricopriva dal 1989); inoltre, nello stesso anno, nel mese di maggio Bossi è stato iscritto nel registro degli indagati dalla procura di Milano con l'accusa di truffa ai danni dello Stato a causa dello scandalo dei rimborsi elettorali.
Il 24 aprile 2013 viene arrestato dalla guardia di finanza per appropriazione indebita, riciclaggio, truffa e false fatturazioni, come si legge nell'ordinanza della Procura di Milano. A giugno, dopo 40 giorni di carcere, gli vengono concessi gli arresti domiciliari e ad ottobre torna libero.
Intanto il procedimento su Rosi Mauro viene archiviato dalla Procura di Milano e l'inchiesta, da Milano, viene trasferita a Genova per competenza territoriale.
In un filone parallelo viene coinvolto insieme a Paolo Scala e Stefano Bonet, accusati di riciclaggio, per essersi impossessato della somma complessiva di 5,7 milioni di euro e averli trasferiti oltreconfine: 1,2 milioni stornati dal conto della Lega in favore del conto inglese di Scala di cui 850.000 euro sono stati restituiti nel febbraio 2012 e altri 4,5 milioni trasferiti sul conto di Bonet in Tanzania e restituiti anch'essi nel febbraio 2012.
Il 6 febbraio 2015 Bossi e Belsito e i tre membri del comitato di controllo dei bilanci Stefano Aldovisi, Diego Sanavio e Antonio Turci vengono rinviati a giudizio per truffa sui rimborsi elettorali ai danni dello Stato (40 milioni di euro).
L'udienza preliminare davanti al gup è fissata per il 20 marzo. A settembre la Camera dei deputati e il Senato della Repubblica si costituiscono parti civili chiedendo 59 milioni di euro di danni mentre la Procura ne contesta 40. Nel gennaio del 2016 vengono sequestrati a Belsito beni mobili e immobili.
In primo grado nel luglio del 2017 Bossi viene condannato 2 anni e 6 mesi di reclusione, Belsito a 4 anni e 10 mesi, Sanavio e Turci a 2 anni e 8 mesi, Aldovisi a 1 anno e 9 mesi mentre Scala e Bonet dopo la condanna a 5 anni patteggeranno 2 anni.
Nell'agosto del 2019 viene prescritto il reato di truffa per Bossi e Belsito; la Cassazione assolve Aldovisi, conferma le condanne di Sanavio e Turci oltre alla confisca dei 49 milioni di euro alla Lega mentre cadono le confische personali.

### Diffamazione: 6 mesi e 100.000 euro di provvisionale
Dal 28 ottobre 2015 è a processo a Milano perché querelato dall'ex compagno di partito Roberto Maroni per alcune sue dichiarazioni pubblicate il 19 aprile 2012 dal settimanale Panorama a proposito dell'esistenza di un presunto dossier sul presidente della Lombardia. Il processo viene subito rinviato al 9 marzo 2016.
Il 10 settembre 2019 la Corte d’Appello conferma la condanna a 6 mesi di reclusione, con pena sospesa, e 100.000 euro di provvisionale immediatamente esecutiva da versare a Maroni.

### Commesse pubbliche: assolto
Rinviato a giudizio nell’aprile del 2017 - insieme al procacciatore d’affari Romolo Girardelli, all’imprenditore Stefano Bonet e al manager Stefano Lombardelli - con l’accusa di associazione a delinquere finalizzata all’appropriazione indebita, al riciclaggio e alla truffa con l’intento di intercettare le commesse di aziende pubbliche come Fincantieri e Grandi Navi Veloci, nel giugno del 2019 viene assolto mentre la procura aveva chiesto una condanna a 4 anni.

### Appropriazione indebita: 1 anno e 8 mesi in via definitiva
Il 27 marzo 2017 nel processo "The Family" il PM della Procura di Milano Paolo Filippini chiede per Belsito 2 anni e 6 mesi e 700 euro di multa per appropriazione indebita dei fondi del partito; per Umberto Bossi vengono chiesti 2 anni e 3 mesi mentre per il figlio Renzo solo 1 anno e 6 mesi. Belsito avrebbe distratto dalle casse della Lega circa 1,5 milioni di euro tra il 2008 e il 2011.
Il 10 luglio seguente in primo grado le richieste del PM vengono accolte dalla giudice Maria Luisa Balzarotti.
Il 23 gennaio 2019 dopo 7 anni circa si chiude il processo per i Bossi poiché la IV Corte d’appello di Milano ha disposto il non luogo a procedere in virtù della mancata querela presentata nei loro confronti da parte della vittima ovvero la Lega in base a una norma introdotta dal governo Gentiloni; il Carroccio guidato da Matteo Salvini aveva denunciato solo Belsito per il quale viene rideterminata la condanna a 1 anno e 8 mesi e 750 euro di multa pena sospesa.
Nel settembre dello stesso anno la Cassazione conferma la condanna a 1 anno e 8 mesi con pena sospesa respingendo il ricorso di Belsito.

### Pestaggio al Sol Levante: 5 mesi
Il 29 marzo 2017 il giudice monocratico Adriana Petri lo condanna a 5 mesi di reclusione per lesioni in concorso: nel novembre 2012 all'interno della discoteca Sol Levante di Lavagna, di cui era socio, avrebbe fatto pestare un soggetto che gli aveva fatto commenti sarcastici sui suoi guai giudiziari da parte di un bodyguard (condannato a 6 mesi); i due dovranno pagare una provvisionale da 9.000 euro alla vittima in vista del risarcimento complessivo che verrà quantificato in un separato procedimento civile.

### Omessa dichiarazione di un milione: 9 mesi in secondo grado
Nel luglio del 2017, in relazione agli investimenti offshore a Cipro e in Tanzania, viene condannato dal tribunale di Genova a 10 mesi di reclusione per omessa dichiarazione di un milione di euro venendo assolto dall'accusa di evasione fiscale; il PM chiedeva una condanna a 3 anni e 6 mesi per aver sottratto 7 milioni di euro alle casse della Lega. Nell'ottobre del 2018 la procura generale chiede la conferma della condanna ma nel febbraio del 2019 in secondo grado la pena viene ridotta di un mese.

### Danno d'immagine alla Lega: assolto in appello
In relazione a un presunto danno d'immagine per la perdita di consenso elettorale negli anni 2011-2013 dopo il deflagrare dell’inchiesta sui fondi della Lega, il partito ha chiesto un risarcimento di 500.000 euro a tre imprenditori (Romolo Girardelli, Stefano Bonet, Stefano Lombardelli) e all'ex tesoriere che però il 19 gennaio 2021 viene assolto dai giudici della Corte di Appello di Genova mentre da via Bellerio dovranno pagare le spese processuali.